# Фридрих фон Нойенар-Алпен
Фридрих фон Нойенар-Алпен (на немски: Friedrich von Neuenahr-Alpen; * 1438 или 1439; † 23 юни 1468, Вахтендонк, район Клеве) е по рождение граф на Нойенар (1465 – 1468) и чрез наследство господар на Алпен, Родесберг/Рьозберг (в Борнхайм), Линеп (в Ратинген) и Хелпенщайн (в Нойс).

## Произход и управление
Той е син на граф Гумпрехт II фон Нойенар († 1484), наследствен фогт на Кьолн, господар на Алпен, и съпругата му графиня Маргарета фон Лимбург († 1479), дъщеря на граф Вилхелм I фон Лимбург-Бройч († 1457/1459) и Маргарета (Метце) фон Райфершайд († сл. 1451). Брат е на Вилхелм I фон Нойенар (* ок. 1447; † 12 май 1497), граф на Нойенар, господар на Бедбург (Бедбур)-Рьозберг, Гарздорф и граф на Лимбург, Йохан фон Нойенар († 1466), каноник в „Св. Гереон“ в Кьолн, Дитрих фон Нойенар († 1471), домхер в Кьолн и Майнц.
През 1442 г. Фридрих и баща му получават от крал Фридрих III привилегията, да имат правото „да се наричат и пишат графове фон и цу Нойенар“, въпреки че фамилията отдавна е загубила техния замък Нойенар и Графство Нойенар.
През 1449 г. Фридрих е номиниран като домхер в Кьолн. През 1451 г. той получава с папски диспенс на 12 години, въпреки младостта си, каноникати в Кьолн, Лиеж и Утрехт. От 1452 до 1459 г. той е чрез херцог Герхард фон Юлих-Берг на служба като пропст на манастир „Св. Мария“ Аахен. В Аахен и Лиеж той последва граф Герхард II фон Сайн († 1493), който се жени.
През 1453 г. Фридрих и брат му Йохан са записани в стария университет Кьолн (Universitas Studii Coloniensis). Мястото си като пропст в Аахен Фридрих отстъпва през 1459 г. на брат си Йохан фон Нойенар († 1466).
Баща му, който като вдовец става монах, през ок. 1461 г. определя подялбата между двамата си сина Вилхелм I фон Нойенар и Фридрих.
През 1461 г. Фридрих се жени за Ева фон Линеп и по брачния договор получава от нея господството Линеп и Хелпенщайн, от баща си Алпен. Той е като съдия в конфликт на Йохан Китц фон Флистеден с манастир Св. Куниберт в Кьолн, но не му се изпълнява присъдата.
През 1467 г. младият граф Фридрих и Фредерик ван Егмонд (ок. 1440 – 1521), граф цу Бюрен и Леердам, нападнат неговия братовчед Адолф фон Егмонт (1438 – 1477), херцог на Гелдерн. Фридрих пленява куркьолнския амтман Вернер Шайфарт ваме Роде († 1508/09), господар на Клермонт, който е женен с Мария (Мария Мехтилд) фон Алпен († 1505). През януари 1468 г. той има конфликт с граф Винценц фон Мьорс (1414 – 1499).
На 23 юни 1468 г. Фридрих е убит при Вахтендонк по време на битката при Щрален, при която войската на Адолф фон Гелдерн-Егмонд побеждава войската на Йохан I фон Клеве и Марк.

## Фамилия
Фридрих фон Нойенар-Алпен се жени на 25 септември 1461 г. за Ева фон Линеп (* ок. 1420; † сл. 1483), дъщеря на Дитрих фон Линеп-Хелпенщайн († 1445/46) и Елизабет фон Сайн-Витгенщайн († сл. 1440). Те имат децата:
- Гумпрехт (* 1465; † 5 април 1504), женен 1490 г. за Амалия фон Вертхайм (* 1460; † 1532)
- Дитрих II († 1505), 1481 дом-каноник в Кьолн
- Фридрих
- Елизабет († септември 1505), омъжена на 20 юни 1492 г. за Йохан фон Лимбург-Бройч († 1511)
- (вероятно) Маргарета († 1 октомври 1538), 1504 приорин (майстерин) на Августинския манастир „Св. Барбарае Гартен“ в Райнхаузен, вдовицата Ева фон Линеп, и синовете ѝ Гобрехт (Гумпрехт) и Дитерих продават на манастира 1480 г. земя в Алпен.[14]